# سید مسلم قریشی
سید مسلم قریشی سیاست‌مدار ایرانی بود، که در دوره بیست و چهارم مجلس شورای ملی بعنوان نماینده بندرعباس از استان هرمزگان در مجلس شورای ملی حضور داشت.